# Alphabetical
Albums de Phoenix
United
(2000) Live! Thirty Days Ago
(2004)
Singles
1. Everything Is Everything
2. Run Run Run

Alphabetical est le deuxième album du groupe français Phoenix paru le 29 mars 2004. Deux singles ont été extraits : Everything Is Everything et Run Run Run.

## Réception
Comme pour son premier album, Phoenix confirme sur la scène internationale l'intérêt qui lui était porté mais ne parvient toujours pas à percer en France.

## Titres de l'album
| No  | Titre                           | Durée |
| --- | ------------------------------- | ----- |
| 1.  | Everything Is Everything        | 3:02  |
| 2.  | Run Run Run                     | 3:50  |
| 3.  | I'm an Actor                    | 2:33  |
| 4.  | Love for Granted                | 4:24  |
| 5.  | Victim of the Crime             | 4:02  |
| 6.  | (You Can't Blame It On) Anybody | 3:33  |
| 7.  | Congratulations                 | 1:12  |
| 8.  | If It's Not with You            | 3:57  |
| 9.  | Holdin' on Together             | 3:27  |
| 10. | Alphabetical                    | 7:34  |

- le titre Alphabetical dure en réalité 3:24, il est suivi par un titre instrumental sans nom.

## Musiciens additionnels
- Ivan Beck - guitare acoustique Love for Granted
- Pino Palladino - basse sur Congratulations, Victim of the Crime et Alphabetical
- JM Mery - clavier sur Congratulations, If It's Not with You et Alphabetical
- Alex Locascio - batterie et percussions sur Everything Is Everything, I'm an Actor, Love for Granted et Victim of the Crime

## Sources et références
1. ↑  Allmusic.com : critique Alphabetical.
2. ↑  Music Story : critique Alphabetical.
3. ↑  Marion Guilbaud, « Critique de l'album Alphabetical », sur rfimusique.com, 15 avril 2004 (consulté le 4 août 2012).